# Landerziehungsheim

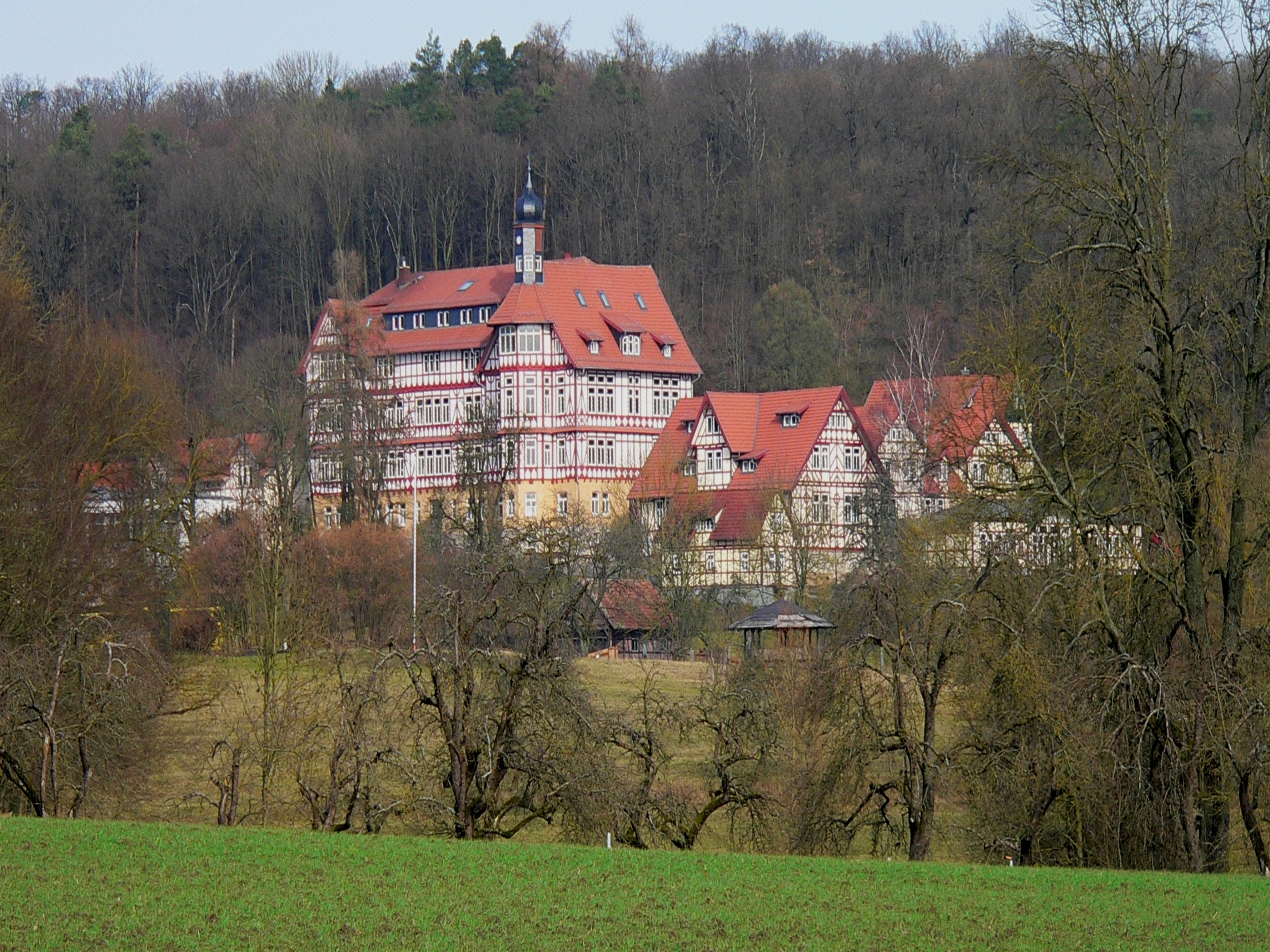
Das Lietz Internatsdorf Haubinda wurde 1901 von Hermann Lietz als reformpädagogisches Landerziehungsheim im nordfränkischen Hügelland gegründet und dürfte vom Äußeren den Vorstellungen vieler Menschen über solche Einrichtungen entsprechen

Landerziehungsheime oder Landschulheime sind eine Ende des 19. Jahrhunderts entstandene Form reformpädagogisch orientierter Internate. Sie sollen nicht eine Lehranstalt, sondern ein Lern- und Lebensort sowie Heimat für die Schüler sein.

## Entstehung
Der Begriff wurde vom Gründer der deutschen Landerziehungsheim- oder Landschulbewegung, dem Reformpädagogen Hermann Lietz, geprägt. Ihr Ursprung liegt in der Kritik an der bloßen Wissensvermittlung der herkömmlichen Schulen. Als erstes deutsches Landerziehungsheim gilt die 1898 gegründete Pulvermühle bei Ilsenburg im Harz, es folgten die Hermann-Lietz-Schule Haubinda in Thüringen (1901) und Schloss Bieberstein in der hessischen Rhön (1904).
Zu ihrem Konzept gehört die Lage auf dem Land, die fern dem als schädlich betrachteten Einfluss der Großstadt eine ganzheitliche Erziehung ermöglichen soll. Es besteht eine enge Verwandtschaft zur Jugendbewegung. Weiteren, eher praktischen Hintergrund der Landerziehungsheimbewegung lieferten aus England die Public School sowie die erzieherischen Ideen von John Locke und Thomas Arnold, aus Deutschland die Philanthropie und aus Frankreich die Ideen Michel de Montaignes und Jean-Jacques Rousseaus.
Als frühe Vorläufer, die bereits einzelne Strukturelemente der Landerziehungsheime aufweisen, sind in Deutschland die Fürstenschule Schulpforta (gegr. 1543) bei Naumburg (Saale), die Salzmannschule Schnepfenthal (gegr. 1784) und die „Allgemeine Deutsche Erziehungsanstalt“ von Friedrich Fröbel (gegr. 1816, ab 1817 in Keilhau) zu nennen.
Als erste Boarding School, Public School bzw. Internat gilt die 597 in England gegründete King’s School, Canterbury, gefolgt von Winchester College 1382, Sevenoaks School 1432, Eton College 1440, Westminster College 1509, Oundle School 1556, Rugby School 1567, Harrow School 1572, Charterhouse 1611 etc. Eine der ältesten Preparatory Schools ist die 1645 in Headley gegründete Cheam School.
Maßgeblichen Einfluss auf Hermann Lietz hatte die 1889 von Cecil Reddie gegründete Abbotsholme School in den Midlands von England.
Gründer deutscher Internatsschulen nach Geburtsjahrgang:
- Bertha von Petersenn (1862–1910)
- Gustav Marseille (1865–1917)[2]
- Hermann Lietz (1868–1919)
- Paul Geheeb (1870–1961)
- Hermann Harless (1887–1961)
- Max Bondy (1892–1951) mit seiner Frau Gertrud (1889–1977)
- Gustav Wyneken (1875–1964)
- Bernhard Hell (1877–1955)[3]
- Ludwig Wunder[4] (1878–1949)
- Anna Essinger (1879–1960)
- Martin Luserke (1880–1968)
- Leonard Nelson (1882–1927) und Minna Specht (1879–1961)
- Bernhard Uffrecht (1885–1959)
- Kurt Hahn (1886–1974)
- Elisabeth Hunaeus (1893–1973)
- Ernst Putz (1896–1933)

## Landerziehungsheime in Deutschland
Hermann-Lietz-Schulen:
- Hermann-Lietz-Schule Schloss Bieberstein, Langenbieber
- Hermann-Lietz-Schule Haubinda
- Hermann-Lietz-Schule Schloss Hohenwehrda
- Hermann Lietz-Schule Spiekeroog
- Landschulheim Grovesmühle

weitere Schulen:
- Landerziehungsheim Schloss Bischofstein, Lengenfeld unterm Stein
- Birklehof, Hinterzarten
- Comenius-Gymnasium Deggendorf, Deggendorf
- Dürerschule Hochwaldhausen und Bergschule Hochwaldhausen, Ilbeshausen-Hochwaldhausen
- Franken-Landschulheim Schloss Gaibach, Volkach
- Freie Schulgemeinde Wickersdorf, Saalfeld/Saale
- Freie Schul- und Werkgemeinschaft (FSWG), Fürstenlager, Sinntalhof, Dreilinden, Jagdschloss Letzlingen bei Letzlingen (Bernhard Uffrecht)
- Freie Schul- und Werkgemeinschaft Sinntalhof (Max Bondy und Ernst Putz)
- Landerziehungsheim Schule Marienau, Dahlem
- Landerziehungsheim Walkemühle, Adelshausen (Melsungen)[5]
- Landheim Ammersee, Schondorf am Ammersee
- Stiftung Landschulheim am Solling, Holzminden
- Landschulheim Burg Nordeck, Allendorf (Lumda)
- Landschulheim Herrlingen. Herrlingen
- Landschulheim Kempfenhausen, Berg am Starnberger See
- Landschulheim Schloss Ising am Chiemsee
- Gymnasium Landschulheim Marquartstein, Marquartstein
- Landschulheim Steinmühle, Marburg
- Max-Rill-Schule Schloss Reichersbeuern bei Bad Tölz
- Nordsee-Internat, Sankt Peter-Ording
- Nordsee-Pädagogium in Wyk auf Föhr
- Odenwaldschule, Heppenheim (Bergstraße), geschlossen seit 2015
- Schullandheim Wellsdorf, Gemeinde Langenwetzendorf im Landkreis Greiz in Thüringen
- Schloss Neubeuern, Neubeuern
- Schloss-Schule Kirchberg, Kirchberg an der Jagst
- Schule am Meer, Nordseeinsel Juist
- Schule Schloss Salem, Salem
- Schule Schloss Stein, Traunreut
- Staatliches Landschulheim Marquartstein, Marquartstein
- Steigerwald-Landschulheim Wiesentheid in Unterfranken
- Stiftung Louisenlund, Güby
- Urspringschule, Schelklingen

14 der genannten Landerziehungsheime haben sich, zusammen mit der schweizerischen École d’Humanité im Dachverband Die Internate Vereinigung zusammengeschlossen. Dieser hat sich 2012 aus seiner Vorgängerin, der Vereinigung Deutscher Landerziehungsheime (LEH), neu konstituiert, nachdem zuvor mehrere ihrer Mitglieder ausgetreten waren.

### Jüdische Landschulheime in Deutschland und ihre Gründer
In Wolfenbüttel existierte seit 1786 die Samson-Schule, eine jüdische Freischule. In den 1920er Jahren wurde versucht, die Schule neu auszurichten, was aber nicht gelang und zur Schließung im Jahre 1928 führte. Zu den Gründen schreibt Hildegard Feidel-Mertz: „1928 war gerade die traditionsreiche Samson-Schule in Wolfenbüttel daran gescheitert, ein modernes jüdisches Landerziehungsheim nach dem Vorbild von Wickersdorf oder der Odenwaldschule zu werden, weil das assimilierte jüdische Bürgertum seine Kinder lieber von vornherein in diese durch Toleranz und Weltoffenheit ausgezeichneten liberalen Landerziehungsheime schickte.“
In der Folge der ab 1933 zunehmenden Ausgrenzung jüdischer Kinder und Lehrkräfte aus dem deutschen Schulwesen entstanden in Deutschland erneut Jüdische Landschulheime. Sie standen überwiegend in der Tradition der Reformpädagogik, stellten sich aber auch der Aufgabe, die Kinder zu selbstbewussten Mitgliedern der verfolgten jüdischen Gemeinschaft zu erziehen und auf eine Auswanderung vorzubereiten.
- Jüdisches Kinder- und Landschulheim Caputh
  - Gertrud Feiertag (1890–1943)
- Jüdisches Landschulheim Herrlingen[9]
  - Hugo Rosenthal (1887–1980)
- Jüdisches Landschulheim Coburg und die Geschichte seines Gründers Hermann Hirsch (1885–1942)

In der Tradition dieser Jüdischen Landerziehungsheime stand auch das in Schweden gegründete
- Internat Kristinehov
  - Ludwig und Charlotte Posener

## Landerziehungsheime im Vereinigten Königreich
- Abbotsholme, Uttoxeter, Staffordshire
- Ampleforth College, York (www.ampleforthcollege.york.sch.uk)
- Atlantic College (vollständiger Name: United World College of the Atlantic), Wales
- Bedales, Steep, Peterfield, Hampshire (www.bedales.org.uk)
- Benenden, Cranbrook, Kent (www.benenden.net) nur Mädchen
- Bunce Court School, Otterden (Kent)
- Cheam School, Headley (Prep School)
- Charterhouse, Godalming, Surrey (www.charterhouse.org.uk)
- Eton College, Windsor, Berkshire (www.etoncollege.com)
- Gordonstoun, Elgin, Moray (www.gordonstoun.org.uk)
- Haileybury, Hertford, Hertfordshire (www.haileybury.com)
- Harrow School, Harrow on the Hill, Middlesex (harrowschool.org.uk)
- Marlborough College, Marlborough, Wiltshire (www.marlboroughcollege.org)
- Oundle School, Oundle, Peterborough (www.oundleschool.org.uk)
- Rugby School, Rugby, Warwickshire (www.rugbyschool.net)
- Sevenoaks School, Sevenoaks, Kent (www.sevenoaksschool.org)
- Stoatley Rough School, Haslemere (Surrey)
- Stowe School, Stowe, Buckinghamshire (www.stowe.co.uk)
- Wellington College, Crowthorne, Berkshire (www.wellingtoncollege.org.uk)
- Westminster School, London (www.westminster.org.uk)
- Winchester College, Winchester, Hampshire (www.winchestercollege.org)
- Wycombe Abbey, High Wycombe, Buckinghamshire (www.wycombeabbey.com) Schwesterschule von Benenden

## Landerziehungsheime in Frankreich
- École des Roches Frankreich
- La Coûme, heute La Coûme

## Landerziehungsheime in Italien
- Alpines Schulheim am Vigiljoch
- Landschulheim Florenz
- Schule am Mittelmeer, Recco (Ligurien)

## Landerziehungsheime in den Niederlanden
- Quäkerschule Eerde

## Landerziehungsheime in der Schweiz
- École d’Humanité in Hasliberg
- Schloss Glarisegg bei Steckborn
- Les Rayons (Gland)